# Jean Saubert
Jean Marlene Saubert, née le 1er mai 1942 à Roseburg (Oregon) et décédée d'un cancer du sein le 14 mai 2007 à Bigfork (Montana), est une skieuse alpine américaine.

## Palmarès

### Jeux olympiques d'hiver
| Épreuve / Édition | Descente | Slalom géant | Slalom |
| JO 1964 Innsbruck | 26e      | Argent       | Bronze |

### Championnats du monde
| Épreuve / Édition      | Descente | Slalom géant | Slalom | Combiné |
| Mondiaux 1962 Chamonix | 9e       | 6e           | 17e    | 9e      |
| JO 1964 Innsbruck      | 26e      | Argent       | Bronze | 4e      |
| Mondiaux 1966 Portillo | 10e      | Abandon      | 4e     | 14e     |

### Arlberg-Kandahar
- Vainqueur du slalom 1964 à Garmisch